# Brasil Kirin
Brasil Kirin (voorheen Grupo Schincariol) is een Braziliaanse brouwerijgroep met hoofdzetel in Itu (SP). Brasil Kirin is de derde grootste brouwerijgroep van Brazilië met een marktaandeel van 10,7% (2013).

## Geschiedenis
De "Grupo Schincariol" werd opgericht in 1939 en produceert bieren, frisdranken, fruitsap, energiedranken en mineraalwater. De firma breidde door overnames uit tot een groep met 13 fabrieken en (micro)brouwerijen. De groep was tot november 2011 in handen van "Jandangil Partcipaçôes e Representaçôes Ltda." (49,54%) en "Aleadri-Schinni Partcipaçôes e Representaçôes S.A.." (50,45%). De Japanse brouwerijgroep Kirin Holdings Company, die al 100% eigenaar was van "Jandangil" kocht toen de resterende aandelen op en werd zo 100% eigenaar. De naam werd daarna gewijzigd naar "Brasil Kirin".
In februari 2017 bereikte Heineken overeenstemming met Kirin over de overname van diens activiteiten in Brazilië. Heineken is bereid hiervoor zo’n 664 miljoen euro te betalen. Kirin had problemen de activiteiten winstgevend te maken, mede door de sterke concurrentie voor bier en frisdrank in het land. Brasil Kirin behaalde in 2016 een omzet van 1,1 miljard euro en leed daarop een operationeel verlies van 85 miljoen euro. Het had een marktaandeel van 9% in de Braziliaanse biermarkt. Na de overname heeft Heineken een markaandeel van zo’n 20% en is nummer twee na marktleider AB Inbev, met een marktaandeel van circa 70%. Brasil Kirin richt zich vooral op bieren in het middensegment terwijl Heineken vooral in het dure premiumsegment actief is. 

## Merken

### Bieren
- Baden Baden
- Cintra
- Devassa
- Eisenbahn
- Glacial
- Schin
- Kirin Ichiban

### Non-alcoholische dranken
- Água Schin
- Eccol
- Fibz
- Fruthos
- Itubaína
- Mini Schin
- Schin Refrigerantes
- Schin Tônica
- Skinka